# Тарасов, Александр Алексеевич
Алекса́ндр Алексе́евич Тара́сов (23 марта 1927 — 16 июня 1984) — советский пятиборец, олимпийский чемпион 1956 года. Мастер спорта СССР (1954). Заслуженный мастер спорта СССР (1956). Чемпион СССР в личном первенстве (1958).

## Биография
Родился в д. Секирино Зарайского района Московской области. Жил в Ленинграде.
Начал заниматься пятиборьем с 1952 года. До этого участвовал во всесоюзных чемпионатах по лыжам, неоднократно стартовал в марафонских забегах. На его счету была бронзовая медаль, завоёванная в первенстве страны по фехтованию. Выступал за Вооруженные Силы и «Динамо» (Ленинград).
Чемпион СССР (1958), серебряный (1961) и бронзовый (1957, 1959, 1962) призёр чемпионатов СССР (в личном зачёте).
На Олимпийских играх в Мельбурне Иван Дерюгин, Игорь Новиков и Александр Тарасов выиграли золотые медали в командном зачёте. В индивидуальном зачёте Александр Тарасов стал восьмым. В течение трёх лет после Мельбурнской Олимпиады в составе сборной команды СССР он трижды получал золотые медали на чемпионатах мира. 
Александр Тарасов не смог принять участие в Олимпийских играх 1960 года из-за травмы. Во время учебно-тренировочного сбора к чемпионату СССР 1960 года при прохождения конного кросса он упал вместе с лошадью, сломал два ребра и ключицу.
В 1957 году присвоено звание «заслуженный мастер спорта».
В 1959 году окончил школу тренеров при Ленинградском институте физической культуры. Член КПСС с 1963 года. После завершения карьеры спортсмена стал тренером ленинградских динамовцев.
Ушёл из жизни 16 июня 1984 года. Похоронен на Северном кладбище Санкт-Петербурга.
В память о пятиборце с 2010 года в Санкт-Петербурге проходят ежегодные всероссийские соревнования «Мемориал олимпийского чемпиона Александра Тарасова».

## Олимпийские игры
- На Олимпийских играх 1956 в Мельбурне выиграл золотую медаль в командных соревнованиях, занял 8-е место в личном первенстве[4].

- Итоговые результаты.

| Место | Спортсмен               | Возраст | Конкур | Фехтование | Стрельба | Плавание   | Кросс        | Сумма |
| 8     | Александр Тарасов (URS) | 29 лет  | 810    | 778        | 880/189  | 825/4.35,0 | 1186/13.58,1 | 4479  |

## Награды
- Орден «Знак Почёта» (27.04.1957) — за успехи, достигнутые в деле развития массового физкультурного движения в стране, повышения мастерства советских спортсменов, и успешное выступление на международных соревнованиях
- Медаль «За трудовое отличие» (16.09.1960) — за успешные выступления в XVII летних и VIII зимних Олимпийских играх 1960 года, а также за выдающиеся спортивные достижения[6]